# كارلوس كيور
كارلوس كيور (مواليد 1944) سفير كولومبيا لدى فنزويلا. هو مهندس مدني، عمل كيور أيضًا كرئيس لشركة بيرة بافاريا أكبر مصنع جعة في كولومبيا وثاني أكبر مصنع في أمريكا الجنوبية قبل اندماجه مع شركة أفيانكا الناقل الوطني لكولومبيا.

## الحياة الشخصية
هو ابن لمهاجرين من سوريا ولبنان، ولد عام 1944 في سابانالارجا أتلانتيكو. في 6 فبراير 1983 تزوج من المتسابقة السابقة في مسابقة ملكة الجمال مارغريت إليزابيث نونيز هيوز.